# MultiColor Graphics Array
Multi-Color Graphics Array w skrócie MCGA często błędnie nazywana MultiColor Graphics Adapter. Wprowadzona przez IBM w roku 1987 karta graficzna montowana na płycie głównej komputerów IBM PS/2. Miała możliwości takie jak VGA a niektóre źródła podają, że potrafiła wyświetlać również obraz w rozdzielczości 640x480x256. Ponieważ była częścią zamkniętej architektury jaką był IBM PS/2, który nie zdobył większej popularności nie przyjęła się jako standard.
MCGA była także w pierwszych komputerach klasy PS/1 (szczególnie 2123)